# Gehyra chimera
Gehyra chimera (західна кімберлійська деревна дтелла) — вид геконоподібних ящірок родини геконових (Gekkonidae). Ендемік Австралії. Описаний у 2020 році.

## Поширення і екологія
Західні кімберлійські деревні дтелли мешкають на заході регіону Кімберлі на північному заході Західної Австралії, на південь до перевала Белл в горах Вунаамін-Мілівунді, на захід до островів Кулан і Кінгфішер на північному краю півострова Ямпі та на північ до станції Теда. Вони живуть в саванах і рідколіссях, ведуть деревний спосіб життя.